# Neuroleon guptaii
Neuroleon guptaii är en insektsart som beskrevs av Soumyendra Nath Ghosh 1984. Neuroleon guptaii ingår i släktet Neuroleon och familjen myrlejonsländor. Inga underarter finns listade i Catalogue of Life.